# Вітряк у Вейк-бей-Дюрстеде
«Вітря́к у Ве́йк-бей-Дю́рстеде» (бл. 1670) — картина, написана олійними фарбами на полотні голландським живописцем і графіком Якобом ван Рейсдалом. Зразок голландського живопису «Золотої доби». Картина з колекції Амстердамського історичного музею виставлена в Рейксмузеї.

## Опис картини
На картині зображено Вейк-бей-Дюрстеде, річкове місто, розташоване в 20 кілометрах від Утрехта, з основним циліндричним вітряком, який гармонізується з лініями річкового берега і вітрильниками.
Час створення «Вітряка» невідомий. Імовірно, Рейсдал написав полотно близько 1670 року.
На відміну від багатьох інших зображень вітряків Рейсдала, ця картина залишилася в Нідерландах. Її придбав колекціонер Андріан ван дер Гооп (1778—1854) і заповів Амстердамському історичному музею в 1854 році. 30 червня 1885 року картину передали Рейксмузею в Амстердамі. Про її тривалу популярність свідчать продажі репродукцій у Рейксмузеї. Після «Нічної варти» Рембрандта і «Краєвиду Делфта» Вермера «Вітряк» посідає третє місце.

## Вітряк
Сам вітряк у Вейку не зберігся, від нього лишився тільки фундамент. Інший млин, який плутають з вітряком Рейсдала, розташований на відстані декількох сотень метрів.

## Інші версії
Сцена із вітряком дуже схожа на інші панорамні картини Рейсдала, зроблені з інших (невідомих) млинів. Вони часто надихали пізніх художників пейзажу, таких як Джон Констебл.

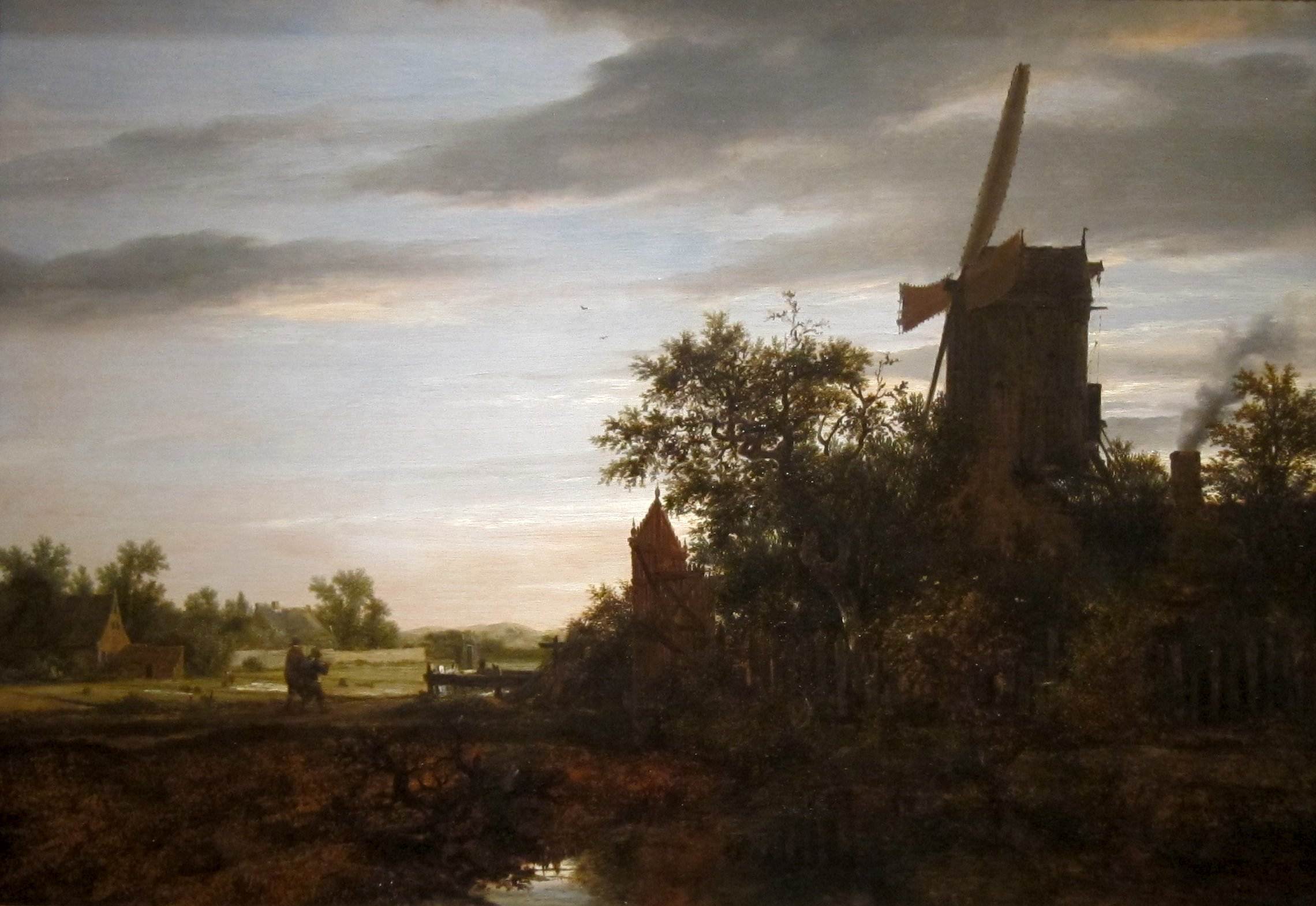
Версія з Клівлендського музею мистецтв
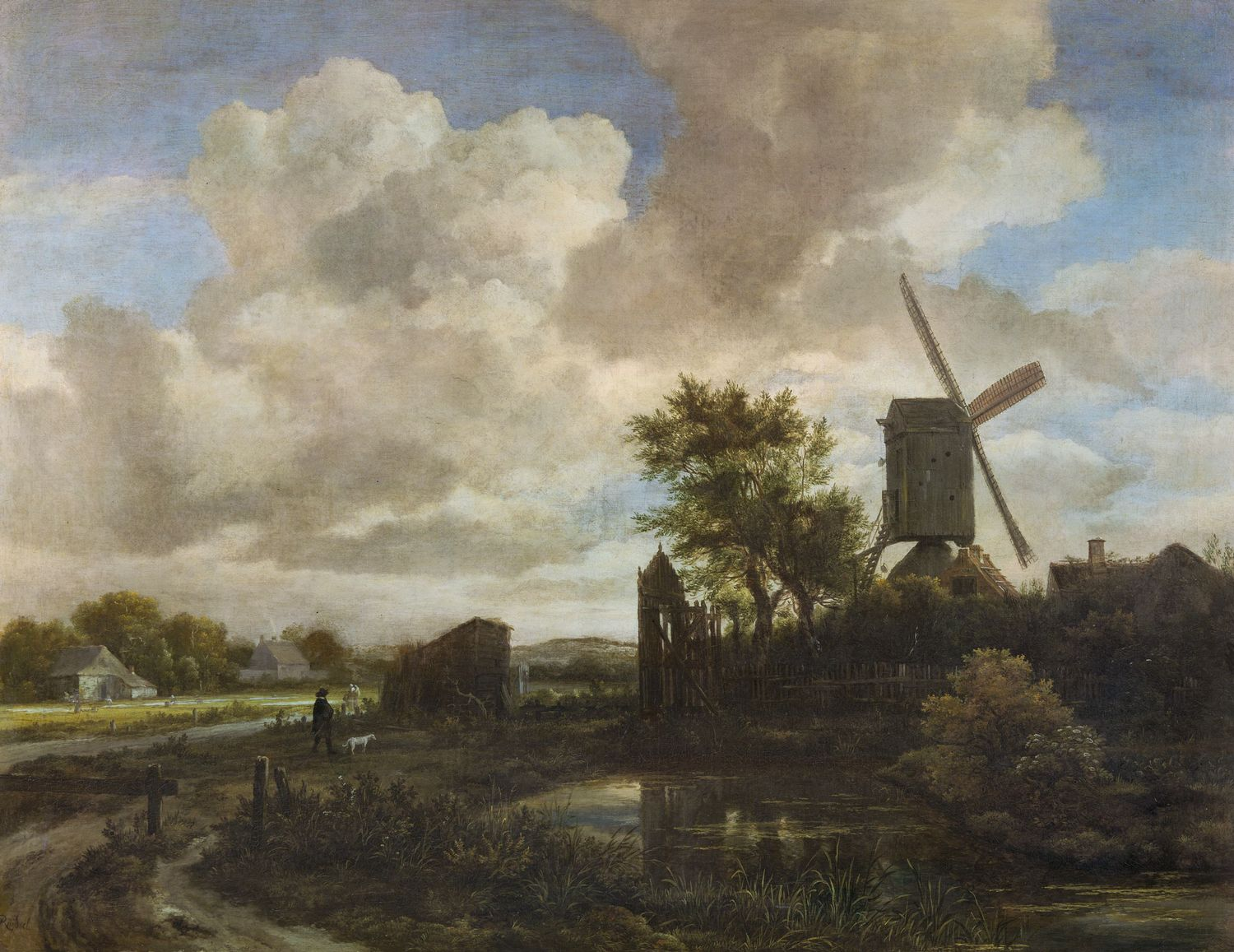
Версія з Букінгемського палацу
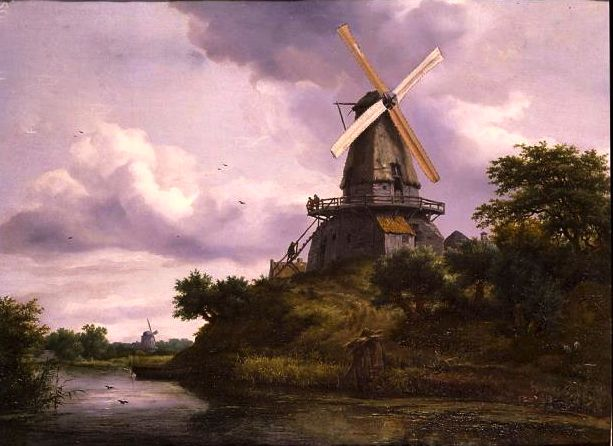
З приватної колекції
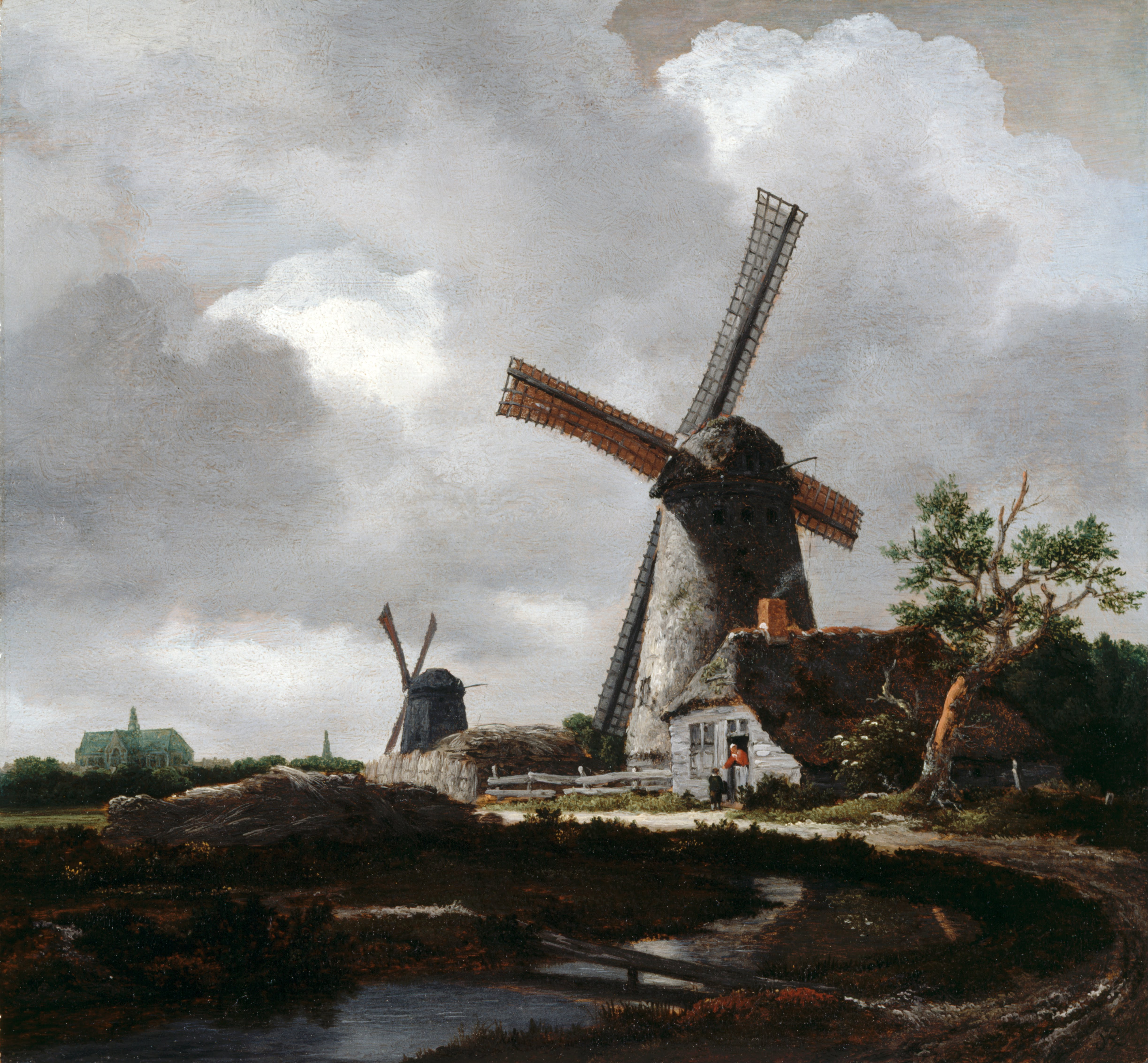
Версія з Картинної галереї Далвіч[en]
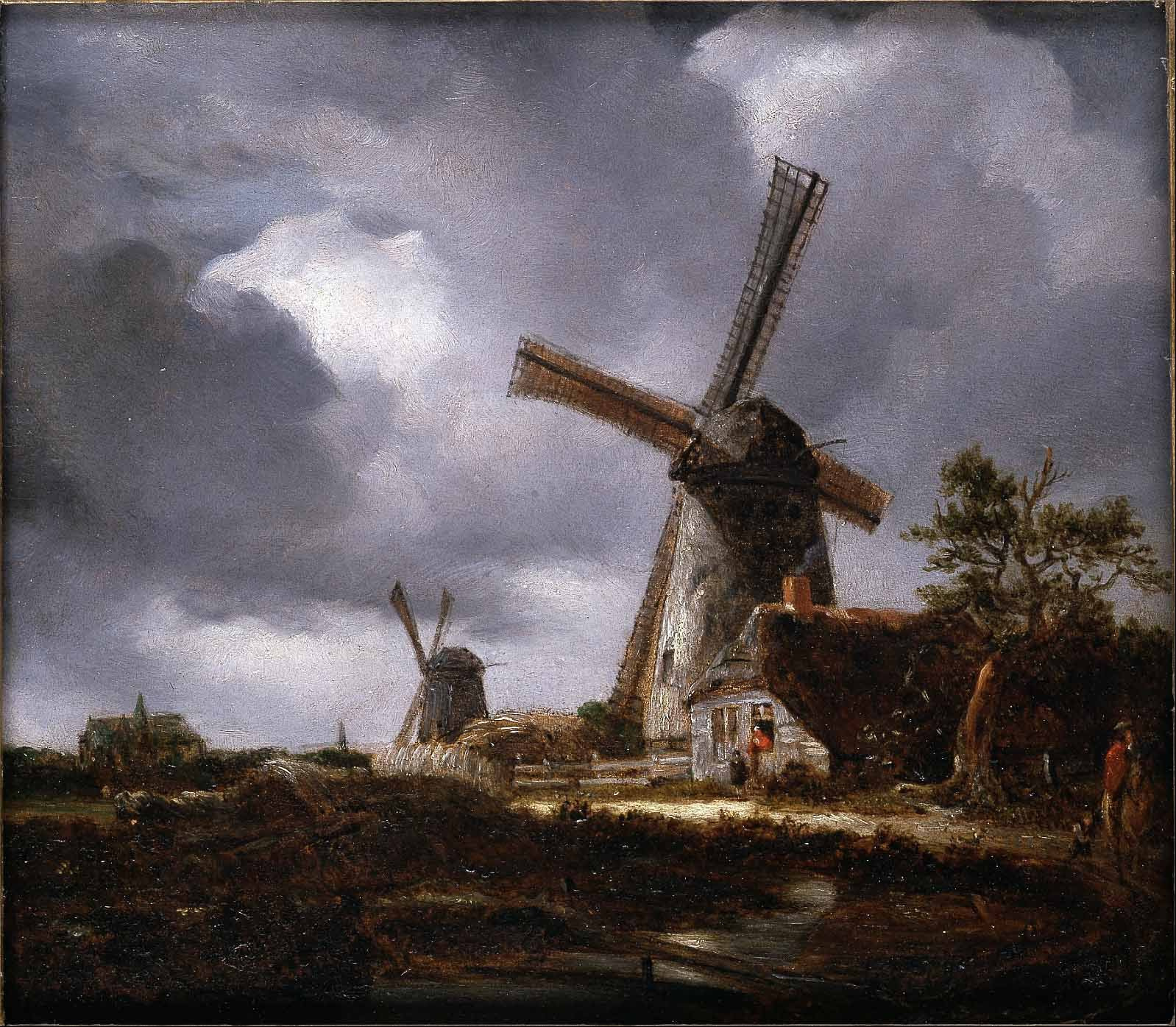
Копія Констебла